# Werner von der Ohe (Bienenkundler)
Werner von der Ohe (* 1955 in Uelzen) ist ein deutscher Biologe und Bienenkundler.

## Leben
Werner von der Ohe stammt aus dem Landkreis Uelzen und kam durch seinen Onkel zur Imkerei. Er studierte Biologie, Geographie und Philosophie an der Gottfried Wilhelm Leibniz Universität Hannover, wo er 1986 promovierte. Ab 1981 war er wissenschaftlicher Mitarbeiter am Institut für Bienenkunde Celle, das 2004 in das Niedersächsische Landesamt für Verbraucherschutz und Lebensmittelsicherheit (LAVES) eingegliedert wurde. 1990 wurde er Laborleiter und ab 2000 war er Institutsleiter bis zu seiner Pensionierung 2021.
Schwerpunkte seiner Arbeit sind die Harmonisierung der Honiguntersuchungen auf internationaler Ebene sowie ein Frühdiagnosetool zur Amerikanischen Faulbrut etabliert, die Prüfung zur Gefährlichkeit von Insektiziden auf Honigbienen und der Einsatz von Bienen beim Umweltmonitoring. Zudem ist er Vorsitzender der Arbeitsgemeinschaft der Institute für Bienenforschung. 
Nach 14 Jahren nebenamtlicher Lehre wurde er 2018 zum Honorarprofessor an der Tierärztlichen Hochschule Hannover berufen.

## Auszeichnungen
- 2018: Honorarprofessor der Tierärztlichen Hochschule Hannover

## Schriften
- Werner von der Ohe: Proteinpräparate in vergleichenden ernährungs- und verhaltensphysiologischen Untersuchungen an Honigbienen (Apis mellifera L.) im Hinblick auf die Verwendung als bienengerechter Pollenersatzstoff, Dissertation Universität Hannover 1986
- als Mitherausgeber: Honigbienen : Apis mellifera L. ; Naturschutzbiologie, Bienenbotanik (Bienenweide), Konkurrenz zu Wildbienen, Melissopalynologie (Pollenanalyse), Bienenbiologie, Kommunikation, Bienenkrankheiten, Pflanzenschutzmittel und Bienen, Aus- und Fortbildung von Imkern (Berufsschule für Imker), Verbreitung der Imkerei in Niedersachsen, Cloppenburg: Runge 2004, ISBN 3-926720-29-8
- Werner von der Ohe: Honig: Entstehung, Gewinnung, Verwertung, Stuttgart: Kosmos 2014, ISBN 978-3-440-13811-3